# Черемиш
Череми́ш (рос. Черемыш) — село у складі Пишминського міського округу Свердловської області.
Населення — 739 осіб (2010, 810 у 2002).
Національний склад станом на 2002 рік: росіяни — 95 %.